# Günther Erken
Günther Erken (* 1933 in Nordhorn) ist ein deutscher Theaterwissenschaftler und Dramaturg.

## Leben
Von 1972 bis 1978 hatte Erken an der Universität zu Köln die Professur für Theaterwissenschaft inne und war Direktor der Theaterwissenschaftlichen Sammlung. 1979 wandte er sich der praktischen Theaterarbeit zu und arbeitete als Dramaturg bei Hansgünther Heyme am Staatstheater Stuttgart, 1985 wechselte er ans Bayerische Staatsschauspiel nach München. Ab 1991 unterrichtete er als Professor für Theaterwissenschaft an der Ludwig-Maximilians-Universität München; an der Bayerischen Theaterakademie begründete er den Studiengang Dramaturgie und betreute ihn bis 2009.
Forschungsschwerpunkte seiner Publikationen seit 1962 sind u. a. Shakespeare, Schiller, Hofmannsthal, Ödön von Horváth und Tankred Dorst.

## Schriften
- Hofmannsthals dramatischer Stil. Untersuchungen zur Symbolik und Dramaturgie. Tübingen (Niemeyer) 1967 (Dissertation).
- Theater. Eine illustrierte Geschichte des Schauspiels (zusammen mit Hans Peter Doll). Stuttgart, Zürich (Belser) 1985. ISBN 3-7630-9032-0.
- Hansgünther Heyme. Frankfurt am Main (Fischer) 1988. ISBN 978-3-59-627124-5.
- Tankred Dorst. Frankfurt am Main (Suhrkamp) 1989. ISBN 3-518-38573-9.
- Theatergeschichte. Stuttgart (Reclam) 2014. ISBN 978-3-15-010996-0.